# Зул
Зул (на немски: Suhl) е град в Тюрингия, Германия, разположен югозападно от Ерфурт, на 110 километра североизточно от Вюрцбург и на 130 километра северно от Нюрнберг. Със своите 37 000 жители той е най-малкият от шестте градски района в Тюрингия. Заедно със северния си съседен град Цела-Мелис, Зул формира най-голямата градска област в Тюрингенския горски регион с население от 46 000 души. Регионът около Зул е характерен с планини, високи до 1000 метра, включително най-високата върховна точка на Тюрингия, Гросер Берберг (983 м), на около 5 километра североизточно от центъра на града.

## История
Първото споменаване за Зул е от 1318 година – тогава градът се намира в областта на графство Хенеберг. През 1527 година граф Хенеберг-Шлайзингерски официално предава на Зул права и статус на град. През следващите три века градът попада в състава на различни княжества, включително Саксония-Наумбург и Саксония. По време на Тридесетгодишната война Зул бива практически разрушен.
Още от XVI век в Зул се произвежда стрелково оръжие. Производството на оръжие приноси голям доход на града. През 1751 година в града е основан оръжеен завод Sauer & Sohn
През 1815 година, след Виенския конгрес, Зул, заедно с други територии, вече бивши част от графство Хенеберг, преминава в състава на кралство Прусия.
През 1856 година в Зул е основана компанията Simson, занимаваща се с производство на оръжие и транспортни средства. През XX век Зул продължава да бъде важен център на производството на стрелково оръжие.
През април 1945 година градът попада под контрола на американските войски под командването на генерал Патън. През юли същата година, в съответствие с условията на Ялтинското споразумение, градът, заедно с цяла Тюрингия, преминава под контрола на съветските власти.
През 1952 година Зул става административен център на ГДР.
От 1994 до 2004 година населението на Зул непрекъснато намалява.

## Побратимени градове
- Бегл,  Франция
- Калуга,  Русия
- Ческа Будевица,  Чехия
- Лешно,  Полша
- Лахти,  Финландия
- Вюрцбург,  Германия
- Смолян,  България
- Воловец,  Украйна